# Gōhō Drug
Gōhō Drug (jap. 合法 ドラッグ Gōhō doraggu) – manga grupy Clamp. Seria była publikowana przez Kadokawa Shoten. Rozdziały zostały skompilowane i wydane w latach 2001-2003 w trzech tomach. W 2003 roku wydawanie mangi zostało zawieszone. Manga powróciła w 2011 roku pod nowym tytułem: Drug & Drop (jap. ドラッグ＆ドロップ).

## Fabuła
Pewnej śnieżnej nocy Kazahaya Kudō znajduje się na skraju śmierci. Zostaje w ostatniej chwili uratowany przez młodego mężczyznę o imieniu Rikuō Himura. Zdaje się on uciekać przed swoją przeszłością, a Kazahaya okazuje się być zadłużony u Kakei, pracodawcy Rikuō. Zaczyna pracować z Rikuō, swoim nowym współlokatorem, w aptece zwanej Green Drugstore. Ich codzienny rozkład zajęć jest monotonny, ale zarówno Kazahaya jak i Rikuō otrzymują od Kakei różne "dodatkowe zadania", jak podkradnięcie książki czy dziewczęcego uniformu. Kazahaya zawsze zgadza się na wykonanie zlecenia, gdyż nie chce znów wylądować bez pieniędzy na ulicy, ale zastanawia się jaki właściwie cel mają te wyprawy.
Kazahaya posiada pewne zdolności podobne do jasnowidzenia i psychometrii. Może zobaczyć wspomnienia danej osoby poprzez dotknięcie jej, bądź przedmiotu, który pozostawiła. Rikuō posiada silne zdolności telekinetyczne. Obaj główni bohaterowie posiadają mroczną przeszłość, która jest odkrywana stopniowo wraz z rozwojem akcji głównie przez Kakei, który także posiada zdolność jasnowidzenia.

## Postaci
Kazahaya Kudo (jap. 栩堂 風疾 Kudō Kazahaya)
Seiyū: Tetsuya Kakihara (xxxHOLiC) 
Rikuo Himura (jap. 火群 陸王 Himura Rikuō)
Seiyū: Atsushi Kakehashi (xxxHOLiC) 
Kakei (jap. 花蛍)
Saiga (jap. 斎峨)
Kei Kudō (jap. 栩堂 炯 Kudō Kei)
Tsukiko (jap. 月湖)
Satoru Nayuki (jap. 名雪 智 Nayuki Satoru)

## Manga

### Gōhō Drug
W 2011 roku z okazji rozpoczęcia publikacji serii Drug & Drop wydano ponownie tomy Gōhō Drug z nowymi okładkami.
| Nr | Data wydania (język japoński) | ISBN (język japoński)  |
| -- | ----------------------------- | ---------------------- |
| 1  | 30 maja 2001                  | ISBN 978-4-04-853341-6 |
| 2  | 27 czerwca 2002               | ISBN 978-4-04-853519-9 |
| 3  | 28 sierpnia 2003              | ISBN 978-4-04-853668-4 |

### Drug & Drop
Grupa Clamp rozpoczęła publikację kolejnych rozdziałów mangi pod nowym tytułem Drug & Drop w czasopiśmie „Young Ace” wydawnictwa Kadokawa Shoten od 4 listopada 2011.
Na początku września 2012 roku, za pośrednictwem oficjalnej strony internetowej Clamp, ogłoszono zawieszenie wydawania mangi na dwa miesiące ze względu na stan zdrowia jednej z członkiń kwartetu (rozdziały nie ukazały się w numerach wydanych 4 września i 4 października 2012). Jednakże w październiku 2012 roku ogłoszono, że przerwa w wydawaniu mangi została wydłużona o kolejny miesiąc. Kolejny rozdział ukazał się w grudniu 2012 roku.
4 marca 2014 roku w kwietniowym numerze czasopisma „Young Ace” ogłoszono, że w majowym numerze, wydanym 4 kwietnia, zostanie opublikowany specjalny rozdział mangi. Drugi i ostatni rozdział specjalny ukazał się 2 maja w czerwcowym numerze tego czasopisma.
| Nr | Data wydania (język japoński) | ISBN (język japoński)  |
| -- | ----------------------------- | ---------------------- |
| 1  | 31 stycznia 2013              | ISBN 978-4-04-120487-0 |
| 2  | 23 października 2013          | ISBN 978-4-04-120872-4 |

## Crossover z innymi pracami grupy Clamp
W drugim tomie Gōhō Drug, Kakei kupuje w imieniu Kazahayi ubrania w Piffle Princess. W mandze Angelic Layer sklep o tej nazwie sprzedawał towary Angelic Layer i gdzie ludzie mogli praktykować walki ze swoimi Aniołami. W Suki. Dakara suki Piffle Princess pojawia się jako Caffe Piffle Princess i jest kawiarnią często odwiedzaną przez bohaterów. Piffle Princess pojawia się również w innych mangach CLAMP, jak Chobits, ×××HOLiC,  Tsubasa Reservoir Chronicle, Kobato. i Cardcaptor Sakura. 
Ubranie zakupione w sklepie Piffle Princess otrzymuje licealistka uczęszczająca do liceum dla dziewcząt Ōto (jap. 私立桜都女子高等学校 Shiritsu Ōto joshi kōtōgakkō); liceum to pojawia się także w mandze Suki. Dakara suki - uczęszcza do niego jej główna bohaterka, Hinata Asahi.
Postać „Atashi”, będąca bohaterką książki „Wyludnione miasto” z Chobits, pojawia się na przykład jako rysunek na zegarze w sklepie, w którym pracują główni bohaterowie.
Rikuo i Kazahaya pojawiają się także w mandze xxxHolic; z kolei Watanuki pojawia się w Drug & Drop jako klient sklepu, w którym pracują bohaterowie.
W serii pojawia się także Kohaku, bohaterka mangi Wish.